# Pariz
Pariz (fra. Paris [paʁi])
je glavni i najveći grad Francuske. Smješten je na obalama rijeke Seine u sjevernoj Francuskoj, u središtu pokrajine Île-de-France, također poznate kao "Pariška regija" (fra. Région parisienne). Stanovništvo grada Pariza, u svojim od 1860. uvelike nepromijenjenim granicama, procjenjuje se na 2 102 650 (2023.), ali metropolitansko područje (aire urbaine) naseljava više od 11 milijuna stanovnika, kao najnaseljenije metropolitansko područje u Eurozoni.
Kao važno naselje tijekom više od dva tisućljeća, Pariz je danas jedan od vodećih svjetskih poslovnih i kulturnih središta, s utjecajima na politiku, obrazovanje, zabavu, masovne medije, modu, znanost i umjetnost, što sve doprinosi statusu Pariza kao jednog od globalnih gradova. U skladu s procjenama iz 2005., pariško gradsko područje najveća je europska gradska ekonomija, i peta u svijetu u popisu svjetskih gradova prema BDP-u.
Pariz i Pariška Regija, s 533,6 milijardi eura u 2007. proizvode više od četvrtine bruto domaćeg proizvoda Francuske. U Pariškoj regiji, sjedište je 37 od 500 najprofitabilnijih kompanija na svijetu, smještenih u nekoliko poslovnih četvrti, među kojima i La Défense, najvećoj namjenski izgrađenoj poslovnoj četvrti u Europi. U Parizu su također sjedišta mnogih međunarodnih organizacija poput UNESCO-a, Organizacije za ekonomsku suradnju i razvoj (OECD), Međunarodne trgovačka komore (ICC), i neformalnog Pariškog kluba.
Pariz je, sa svojim brojnim znamenitostima, jedno od najpopularnijih svjetskih turističkih odredišta. Parišku regiju godišnje posjeti 45 milijuna turista, od čega je 60% stranih.

## Etimologija
Naziv Pariz potječe od naziva izvornih stanovnika, galskog plemena poznatog kao "Parisijci". Grad je bio nazivan Lutecija (ili potpuno Lutecija Parisiorum) za vrijeme rimske okupacije od prvog do šestog stoljeća, ali za vrijeme vladavine 
Julijana Apostate (360. – 363.) grad je preimenovan u Paris.
Drugi smatraju da naziv plemena Parisijaca potječe od keltsko-galske riječi parisio, što znači "ljudi koji rade" ili "obrtnici". Od ranog 20. stoljeća, Pariz je bio poznat kao "Paname" u francuskom slengu, naziv koji se među mladima ponovo udomaćio u novije vrijeme.
Pariz ima mnogo nadimaka, od kojih je najpoznatiji "La Ville-Lumiere" (doslovno, "Svijetli grad"; iako najčešće prevedeno kao "Grad svjetlosti" ili "Grad svjetala"), kojeg duguje čuvenosti grada kao središta obrazovanja i nauke, ali i ranoj upotrebi javne rasvjete.
Stanovnici Pariza na hrvatskome nazivaju se "Parižani", i na francuskome Parisiens ([paʁizjɛ̃]). Parižani često se pogrdno nazivaju Parigots ([paʁiɡo]), izraz prvi puta upotrijebljen 1900., od stanovnika izvan Pariške regije, ali danas omiljen i među samim Parižanima.

## Zemljopis

### Položaj i reljef
Pariz je smješten na luku rijeke Seine i sadrži dva otoka, Île Saint-Louis i veći Île de la Cité, koji tvore nastariji dio grada. Ukupno, grad je relativno ravničarski, i najniža elevacija je 35 m nadmorske visine. Pariz ima nekoliko istaknutih brda, od kojih je sa 130 metara najviši Montmartre.
Pariz, bez vanjskih parkova Bois de Boulogne i Bois de Vincennes, pokriva oval površine 86,928 km². Posljednje veće proširenje gradskog područja 1860. nije mu podarilo samo suvremeni izgled već je i kreiralo dvadeset arondismana (gradskih općina). Od 1860. gradsko područje od 78 km² neznatno je 1920-ih prošireno na 86,9 km². 1929., parkovi Bois de Boulogne i Bois de Vincennes službeno su pripojeni gradu što je gradsko područje povećalo na sadašnjih 105,39 km². Danas je Pariz jedna od najvećih svjetskih aglomeracija koja obuhvaća najmanje 12 milijuna ljudi.

### Klima
Pariz ima oceansku klimu (Köppenova klasifikacija klime Cfb) i pod utjecajem je sjevernoatlantske struje, što u grad rijetko donosi ekstremno visoke ili niske temperature, poput vala vrućine 2003., ili vala hladnoće 2006.
Pariz ima vruća i ugodna ljeta s prosječnim visokim temperaturama od 25 °C i niskim od 15 °C. Zime su hladne, ali temperatura je oko 3 °C do 8 °C, te se rijetko spušta ispod nule. Proljeće i jesen ima blage do povremeno vruće dane i hladne večeri. Kiša pada kroz godinu, i premda Pariz nije osobito kišovit grad, poznat je po iznenadnim pljuskovima. Prosječne godišnje padaline su 642 mm s laganom kišom ravnomjerno raspoređenom kroz godinu. Snijeg je rijedak, ali ponekad je moguć lakši snijeg ili mećava bez nakupljanja. Najviša ikada zabilježena temperatura je 40,4 °C (28. srpnja, 1948.), dok je najniža -23,9 °C zabilježena 10. prosinca 1879.
| Klimatološki srednjaci za Pariz | Klimatološki srednjaci za Pariz | Klimatološki srednjaci za Pariz | Klimatološki srednjaci za Pariz | Klimatološki srednjaci za Pariz | Klimatološki srednjaci za Pariz | Klimatološki srednjaci za Pariz | Klimatološki srednjaci za Pariz | Klimatološki srednjaci za Pariz | Klimatološki srednjaci za Pariz | Klimatološki srednjaci za Pariz | Klimatološki srednjaci za Pariz | Klimatološki srednjaci za Pariz | Klimatološki srednjaci za Pariz |
| mjesec                          | sij                             | velj                            | ožu                             | tra                             | svi                             | lip                             | srp                             | kol                             | ruj                             | lis                             | stu                             | pro                             | godina                          |
| ------------------------------- | ------------------------------- | ------------------------------- | ------------------------------- | ------------------------------- | ------------------------------- | ------------------------------- | ------------------------------- | ------------------------------- | ------------------------------- | ------------------------------- | ------------------------------- | ------------------------------- | ------------------------------- |
| srednji maksimum, °C            | 7                               | 8                               | 13                              | 16                              | 20                              | 23                              | 24                              | 25                              | 22                              | 16                              | 11                              | 8                               | 16                              |
| srednja dnevna temperatura, °C  | 5                               | 6                               | 9,5                             | 12                              | 16                              | 18,5                            | 20                              | 21                              | 18                              | 13,5                            | 8,5                             | 6                               | 12,5                            |
| srednji minimum, °C             | 3                               | 4                               | 6                               | 8                               | 12                              | 14                              | 16                              | 17                              | 14                              | 11                              | 6                               | 4                               | 9                               |
| oborine, mm                     | 55                              | 45                              | 52                              | 50                              | 62                              | 53                              | 58                              | 46                              | 53                              | 55                              | 57                              | 55                              | 642                             |
| Izvor: MSN Weather, 6/1/2009    |                                 |                                 |                                 |                                 |                                 |                                 |                                 |                                 |                                 |                                 |                                 |                                 |                                 |

## Povijest

### Prapovijest i Stari vijek
Najraniji arheološki znakovi stalnog ljudskog naseljavanja pariškog područja datiraju oko 4200. pr. Kr. Parisijci, potpleme keltskih Senona, poznati kao lađari i trgovci, naselili su područje kraj rijeke Seine od oko 250. pr. Kr. Rimljani su osvojili pariški bazen 52. pr. Kr., s permanentnim naseljem do kraja stoljeća na lijevoj obali, brdu Sainte Genevieve i otoku Île de la Cité. Galsko-rimski grad izvorno je nazivan "Lutecija", ali naziv je kasnije galiciran u Lutece. Tijekom sljedećih stoljeća znatno se proširio, prerastavši u napredan grad s forumom, palačama, kupalištima, hramovima, kazalištima i amfiteatrom. Pad Rimskog Carstva i germanski prodori u petom stoljeću, označili su za Pariz početak perioda opadanja. Do 400., Lutece, tada uvelike napušten od svojih stanovnika, bio je skoro samo garnizon utaboren u užurbano utvrđenom središnjem otoku. Pri kraju rimskoga vladanja grad je ponovo nazvan imenom "Pariz". Franački kralj Klodvig I. ustanovio je Pariz kao svoju prijestolnicu 508.

### Srednji vijek
Kuga je stigla u Pariz 1348., s najmanje 800 mrtvih dnevno, u doba kada je Pariz imao oko 200 000 stanovnika. Također i 1466. 40 000 ljudi je umrlo od kuge u Parizu. Pariz je izgubio svoju poziciju sjedišta francuskog kraljevstva za vrijeme okupacije od Burgundijaca, tada engleskih saveznika, u doba Stogodišnjeg rata, kada je Henrik VI okrunjen za francuskog kralja 1431., naslov koji je izgubio kada je Karlo VII vratio grad Francuskoj 1436. Premda je Pariz ponovo postao prijestolnicom, francuski vladari boravili su u Dolini Loire. 1528., kralj Franjo I, vratio je sjedište iz Doline Loire natrag u Pariz. U doba francuskih vjerskih ratova, Pariz je bio uporište francuske katoličke lige. Kolovoza 1572., za vrijeme vladavine Karla IX, dok su se u gradu nalazili mnogi protestantski plemići radi vjenčanja Henrika od Navarre, budućeg kralja Henrika IV, za Margaretu Valois, dogodio se pokolj Hugenota na dan svetog Bartolomeja, koji je počevši od 24. kolovoza, u cijeloj zemlji potrajao nekoliko dana. Za vrijeme Fronde, Parižani su se pobunili te je kraljevska obitelj 1648. napustila grad. Kralj Luj XIV kraljevski dvor je 1628. trajno preselio u Versailles. Stotinu godina kasnije, Pariz je bio glavna pozornica Francuske revolucije, s padom Bastille 14. srpnja, 1789. i ukidanjem monarhije u rujnu 1792.

### Devetnaesto stoljeće
31. ožujka 1814., nakon šestodnevne kampanje koja je završila porazom Napoleona, Pariz je okupirala Rusija, kao prva strana sila u 400 godina. Kozačke i Kalmičke konjičke jedinice u ruskoj službi ušle su u grad. Parižani su se pobunili protiv monarhije za vrijeme srpanjske revolucije 1830., te je kralj Karlo X bio prisiljen napustiti prijestolje. Francuska revolucija 1848. dokinula je ustavnu monarhiju Luja Filipa, i otvorila put ka stvaranju druge republike.
Industrijska revolucija, Drugo Francusko Carstvo i Belle Époque omogućili su Parizu najveći razvoj u svojoj povijesti. Od 1840-ih željeznica je dovela do dotada neviđenog priljeva migranata, privučenih zaposlenjima u novim industrijama. Grad je temeljito obnavljen pod Napoleonom III i njegovim prefektom Haussmannom koji je porušio cijele četvrti uskih srednjovjekovnih ulica radi stvaranja mreže širokih avenija i neoklasicističkih fasada modernog Pariza. Taj program "Haussmannizacije" učinio je grad ljepšim i zdravijim za stanovnike, iako je imao dodatnu prednost mogućnosti upotrebe vatrenog oružja i konjičkih juriša u slučaju budućih pobuna i revolucija, dok bi standardna pobunjenička taktika barikada postala zastarjelom.
Epidemije kolere pogodile su stanovništvo Pariza 1832. i 1849., a samo od epidemije 1832. umrlo je 20 000 od tadašnjih 650 000 stanovnika Pariza. Grad je također bio znatno pogođen opsadom na kraju Francusko-pruskog rata (1870. – 1871.): u kaosu uzrokovanom padom vlade Napoelona III, novoutemeljena Pariška komuna mnoga je gradska adminstrativna središta (i gradske arhive) zapalila, dok je 20 000 Parižana ubijeno u borbama komune i vladinih snaga, što je ostalo poznato kao semaine sanglante (krvavi tjedan).
Pariz se brzo oporavio od tih događaja radi organizacije čuvenih svjetskih izložbi s kraja devetnaestog stoljeća. Eiffelov toranj bio je izgrađen 1889. za svjetsku izložbu stogodišnjice francuske revolucije, kao "privremeni" prikaz vještine ahitektonskog inženjerstva, ali ostao je najviša građevina na svijetu do 1930., te je najpoznatija znamenitost grada. Povodom svjetske izložbe 1900., otvorena je prva linija pariškog metroa. Svjetske izložbe u Parizu također su učvrstile status grada u industriji turizma i kao atraktivne lokacije za međunarodne izložbe tehnologije i trgovine.

### Dvadeseto stoljeće
Za vrijeme prvog svjetskog rata, Pariz je bio pošteđen njemačke invazije francusko-britanskom pobjedom u prvoj bitci na Marni 1914., ali bio je na prvoj liniji ratnih napora. Od 1918. do 1919. bio je pozornica savezničkih pobjedničkih parada i mirovnih pregovora. U međuratnom razdoblju Pariz je bio poznat po svojim kulturnim i umjetničkim društvima i noćnom životu. Grad je postao mjestom okupljanja umjetnika iz cijelog svijeta, od izbjeglog ruskog skladatelja Stravinskog i španjolskih slikara Picassa i Dalíja, do američkog pisca Hemingwaya.
14. lipnja, 1940., pet tjedana nakon početka bitke za Francusku, Paris je pao pod njemačku okupaciju, koja je potrajala do oslobođenja Pariza u kolovozu 1944., nakon ustanka pokreta otpora, dva i pol mjeseca nakon nakon iskrcavanja u Normandiji. Središnji Pariz drugi svjetski rat prošao je uglavnom neoštećen, jer nije bilo strateških ciljeva za savezničke bombardere (željezničke su stanice u centralnom Parizu terminali, dok su glavne tvornice locirane u predgrađima). Također, njemački general Dietrich von Choltitz nije izvršio Hitlerovo naređenje o uništenju svih pariških znamenitosti prije njemačkog povlačenja.
U poslijeratnom razdoblju, Pariz je doživio najveći razvoj nakon Belle Époque. Predgrađa su se znatno proširila izgradnjom velikih radničkih naselja poznatih kao cités i početkom izgradnje poslovne četvrti La Défense. Razgranata mreža podzemne željeznice (RER) izgrađena je kao dopuna metrou na usluzi udaljenim predgrađima, dok je razvijena i mreža autocesta usmjerenih na brzu cestu Périphérique oko središta grada.
Od 1970-ih, mnoga unutarnja predgrađa Pariza (posebno na sjeveru i istoku) doživjela su deindustrijalizaciju, te su nekad prosperitetni cités postepeno postali geta za imigrante i oaze nezaposlenosti. U isto vrijeme, grad Pariz (unutar autoceste Périphérique), zapadna i južna predgrađa uspješno su promijenili svoju ekonomsku bazu iz tradicionalne proizvodnje u visokovrijedne usluge i visokotehnološku proizvodnju, omogućujući blagostanje svojim stanovnicima, čiji je prihod po glavi među najvećima u Europi. Sukladno produbljavanje društvenih razlika između ta dva područja dovelo je do povremenih nemira od polovine 1980-ih, kao nemiri 2005., koji su uglavnom bili koncentrirani oko sjeveroistočnih predgrađa.

### Dvadesetprvo stoljeće
S namjerom ublažavanja socijalnih tenzija u unutarnjim predgrađima i revitalizacije metropolitanske ekonomije Pariza, u tijeku je nekoliko projekata. Ured državnog tajnika za razvoj regije glavnog grada otvoren je pri vladi Francuske u ožujku 2008. Državni tajnik Christian Blanc zadužen je za nadgledanje projekta predsjednika Nicolasa Sarkozyja za stvaranjem integrirane metropolitanske uprave "Velikog Pariza" (Grand Paris), kao i produženja mreže podzemne željeznice radi novog porasta stanovništa u Parizu i predgrađima, i raznih ekonomskih razvojnih projekata kao poticaj metropolitanskoj ekonomiji, među kojima su stvaranje vrhunskog tehnološkog i naučnog klastera i sveučilišnog kampusa na platou Saclay u južnim predgrađima.
Usporedno, predsjednik Sarkozy također je 2008. pokrenuo međunarodni urbanistički i arhitektonski natječaj za budući razvoj Pariza. Deset skupina arhitekata, urbanista, geografa i pejzažnih arhitekata ponudit će svoje vizije izgradnje metropole Pariza 21. stoljeća u eri Protokola iz Kyota i izraditi buduću dijagnozu Pariza i predgrađa koja će definirati budući razvoj u Velikom Parizu idućih 40 godina. Cilj nije samo izgraditi ekološki održivi metropolis, već i integrirati okolna predgrađa sa središnjim Parizom kroz opsežna urbana planiranja i simbolične arhitektonske projekte.
U međuvremenu, u nastojanjima poticanja globalnog ekonomskog imidža Pariza, odobrena je od 2006. izgradnja nekoliko nebodera (300 metarski ili viši) u poslovnoj četvrti La Défense, predviđenih za dovršenje ranih 2010-ih. Pariške vlasti također su objavile da planiraju odobriti izgradnju nebodera unutar središta grada ublažavanjem ograničenja visina zgrada prvi put nakon izgradnje nebodera Montparnasse ranih 1970-ih.

## Stanovništvo
Stanovništvo grada Pariza na popisu 1999., bilo je 2 125 246, stanovnika, što je niže od povijesnog maksimuma od 2,9 milijuna iz 1921. Gubitak gradske populacije odražava iskustvo i drugih središnjih gradova u razvijenom svijetu koji nisu širili svoje granice. Glavni čimbenici u procesu značajno su smanjenje veličine obitelji i dramatične migracije prema predgrađima od 1962. do 1975. Emigraciju su uvjetovali deindustrijalizacija, visoke stanarine, gentrifikacija mnogih unutarnjih četvrti, transformacija stambenih prostora u urede i veće obilje u zaposlenim obiteljima. Gubitak gradskog stanovništva jedno je od najvećih u međunarodnim općinama i najveće među svima koje su postigle više od 2 000 000 stanovnika. Ti gubici za grad općenito su negativno percipirani; gradska uprava nastoji preokrenuti trend s ponešto uspjeha, te je procjena populacije srpnja 2004., pokazala porast prvi puta nakon 1954., dosegavši ukupno 2 144 700 stanovnika.

### Gustoća naseljenosti
Pariz jedan je od najgušće naseljenih gradova na svijetu. Gustoća, bez vanjskih šumovitih parkova Bois de Boulogne i Bois de Vincennes bila je na službenom popisu 1999., 24 448 stanovnika po četvornom kilometru, što se može usporediti samo s nekim azijskim megalopolisima. Čak i uključivši dva šumska područja gustoća je 20 164 stanovnika po četvornom kilometru, kao peta najgušće naseljena općina u Francuskoj iza Le Pré-Saint-Gervais, Vincennes, Levallois-Perret, i Saint-Mandé, sve rubna područja središta Pariza. Najrjeđe naseljene četvrti zapadni su i središnji uredsko-adminstrativni arondismani. Gradsko stanovništvo najgušće je na sjevernim i istočnim arondismanima; 11. arondisman imao je 1999. gustoću od 40 672 stanovnika po četvornom kilometru, dok neke istočne četvrti istog arondismana iste su godine imale gustoću blizu 100 000/km2.

### Pariška aglomeracija
Grad Pariz pokriva područje mnogo manje od cijele urbane zone kojoj je središte. Trenutno, pariška stvarna urbanizacija, koju definira pôle urbain (gradsko područje) statistička zona, pokriva 2723 km2, ili područje oko 26 puta veće od samoga grada. Uprava pariškog urbanog rasta podijeljena je između samoga grada i okolnih departmana: Parizu najbliži prsten tri susjedna departmana, ili petite couronne ("mali prsten") potpuno je zasićen rastom grada, dok je daljni vanjski prsten četiri departmana, grande couronne pokriven urbanizacijom samo u unutarnjim područjima. Tih osam departmana stvaraju veću administrativnu regiju Île-de-France, koja je većinom ispunjena pariškim urbanim područjem.
Pariška aglomeracija pokazala je stalan rast od kraja francuskih vjerskih ratova, kasnog 16, stoljeća, uz povremena opadanja za vrijeme francuske revolucije i drugog svjetskog rata. Prigradski razvoj novijih se godina ubrzao: s procjenom od ukupno 11,4 milijuna stanovnika 2005, regija Île-de-France pokazuje dvostruko veću stopu rasta u odnosu na 1990. Danas je to jedna od najvećih aglomeracija na svijetu.

### Imigracija
Prema zakonu, francuski popisi ne postavljaju pitanja o etničkoj pripadnosti i religiji, ali zahtijevaju podatke o zemlji rođenja. Iz tih podataka moguće je odrediti da su Pariz i metropolitansko područje jedno od kulturno najraznolikijih područja u Europi. U popisu 1999., 19,4 % od ukupne populacije rođeno je izvan kontinentalne Francuske. Na istom popisu, 4,2 % populacije urbanog područja Pariza bili su recentni imigranti (osobe koje su se uselile u Francusku između 1990. i 1999.), većinom iz kontinetalne Kine i Afrike.
Prvi val međunarodne migracije prema Parizu započeo je najranije 1820. s dolaskom njemačkih seljaka koju su bježali od poljoprivredne krize u njihovoj matičnoj zemlji. Slijedilo je nekoliko valova imigracije koji se nadovezuju da danas: Talijani i srednjeeuropski Židovi za vrijeme 19. stoljeća, Rusi nakon ruske revolucije 1917., Armenci u bijegu od genocida u Otomanskom carstvu, građani kolonija za vrijeme prvog svjetskog rata, i kasnije, Poljaci između dva rata, Španjolci, Talijani, Portugalci i sjeverni Afrikanci od 1950-ih do 1970-ih, sjevernoafrički Židovi nakon nezavisnosti tih država, te od tada Afrikanci i Azijci.

## Uprava
Pariz, sa svojim nepromijenjenim administrativnim granicama od 1860., jedan je od rijetkih gradova koji se nije razvio politički u skladu s demografskim rastom; o čemu se trenutno raspravlja u planovima za Grand Paris (Veliki Pariz), koji bi svoje administrativne granice proširio na većinu svoje urbanizirane zone.

### Prijestolnica Francuske
Kao glavni grad, Pariz je sjedište Francuske nacionalne vlade. Za izvršnu vlast, dva glavna službenika imaju svaki svoju službenu rezidenciju, gdje su im također smješteni i uredi.
Predsjednik Francuske boravi u Elizejskoj palači u 8. arondismanu, dok premijer ima sjedište u Hôtel Matignon u 7. arondismanu. Vladina ministarstva locirana su u raznim dijelovima grada, mnoga u 7. arondismanu.
Dva doma francuskog parlamenta locirana su na lijevoj obali. Gornji dom, ili Senat, smješten je u Palais du Luxembourg u 6. arondismanu, dok je značajniji donji dom, nacionalna skupština, u 
Palais Bourbonu, u 7. arondismanu. Predsjednik senata, druga najviša funkcija nakon predsjednika republike, ima ured u Petit Luxembourg, manjoj palači aneksu palače Luxembourg.
U Parizu stoluju također i najviši francuski sudovi. Francuski kasacijski sud, najviši sud u pravosudnom sistemu, koji preispituje krivične i civilne slučajeve, lociran je u Palači pravde (Palais de Justice) na Île de la Cité, dok je Državni savjet, koji pruža pravne savjete izvršnoj vlasti i djeluje kao najviši sud u upravnom sistemu, smješten je u Palais Royal u 1. arondismanu.
Ustavni savjet, savjetodavno tijelo s konačnim ovlastima o ustavnosti zakona i vladinih dekreta, također djeluje u Palais Royal.

### Gradska vlada
Pariz je bio općina od 1834. (također i nakratko između 1790. i 1795.). Pri podjeli Francuske na općine 1790. (za vrijeme francuske revolucije), i ponovo 1834., Pariz je bio grad upola manji u odnosu na danas, ali je 1860., pripojio susjedne općine, neke potpuno, radi stvaranja nove admistrativne karte 20 arondismana koje grad ima i danas. Takva općinska podjela stvara spiralu u smjeru kazaljke na satu, s 1. arondismanom u samom središtu.
1790. Pariz je postao prefektura (sjedište) departmana Seine, koji je pokrivao većinu pariške regije. 1968. podijeljena ja na četiri manje: grad je postao zasebni departman i zadržao broj departmana Seine 75, (koji vuče prijeklo od pozicije departmana Seine u abecednom redu), dok su stvorena tri nova departmana, Hauts-de-Seine, Seine-Saint-Denis i Val-de-Marne, i dodijeljeni su im brojevi 92, 93, i 94. Posljedica tih podjela identične su granice pariškog departmana i općine, što je jedinstvena situacija u Francuskoj.

### Općinski uredi
Svaki od 20 pariških arondismana ima direktno izabrani savjet (conseil d'arrondissement), koji bira gradonačelnika arondismana. Izbor članova iz savjeta svakog arondismana stvara Savjet Pariza (conseil de Paris), koji bira gradonačelnika Pariza.

U srednjovjekovno doba, Parizom je upravljala općina koju su birali trgovci, čiji je glavar bio predstojnik trgovaca. Osim što je regulirao gradski promet robom, predstojnik je bio odgovoran i za neke javne dužnosti kao nadgledanje gradskih zidina i čišćenje ulica. Kreiranje pariškog civilnog predstojnika u 13. stoljeću, znatno je smanjilo je dužnosti i ovlasti predstojnika trgovaca. Kao direktni predstavnik kralja, u ulozi koja donekle podsjeća na prefekta kasnijih godina, predstojnik (prévôt) Pariza nadgledao je primjenu i izvršenje zakona i reda u gradu i okolnoj prévôté (okrugu) iz svog ureda u Grand Châtelet. Mnoge ovlasti iz ureda oba predstojnika prebačene su nakon osnivanja 1667. na ured generalnog namjesnika policije. Stoljećima, prévôt i upravitelji Châteleta sukobljavali su se s Hôtel de Ville oko jurisdikcija; tj. s gradskom upravom koja je obuhvaćala i quartiniers, od kojih svaki odgovoran za jednu od šesnaest četvrti (koje su bile podijeljene na četiri cinquantaines, svaka sa svojim cinquantainier, i dalje podijeljenih na dizaines, kojima su upravljali dizainiers):
Svaki od tih ljudi bili su načelno izabrani od lokalnih buržuja. U svako doba, prema tome, 336 ljudi dijelilo je administrativnu odgovornost za čistoću i održavanje ulica, za javno zdravstvo, zakon i red. Quartiniers održavali su službene liste bourgeois de Paris, lokalne izbore, mogli su nametnuti globe za prekršaje lokalnih propisa, a imali su i ulogu u poreznom sistemu. Sastajali su se u Hôtel de Ville radi vijećanja o pitanjima opće gradske važnosti i svake bi godine izabrali osam među "najistaknutijim stanovnicima četvrti", koji bi zajedno s drugim lokalnim službenicima birali gradski savjet.
Iako su kroz 18. stoljeće takvi izbori postali samo ceremonijalni, birajući kandidate koje je već izabrala kraljevska vlada, sjećanje na stvarnu općinsku neovisnost ostalo je snažno: "Hôtel de Ville nastavio je biti značajan u savjesti buržujskih Parižana, s utjecajem znatno većim od stvarne uloge u upravi grada.
Posljednji pariški predstojnik trgovaca, Prévôt des marchands, ubijen je 14. srpnja, 1789., nakon pada Bastille u sklopu francuske revolulucije. Pariz je službeno postao općina stvaranjem administrativne podjele 14. prosinca iste godine, te je privremena revolucionarna gradska uprava zamijenjena prvim općinskim ustavom i vladom 9. listopada 1790. Kroz nemire Termidorske reakcije 1794., postalo je jasno da je revolucionarna pariška nezavisnost prijetnja bilo kojoj vladajućoj snazi: Ured gradonačelnika ukinut je iste godine, a općinski savjet godinu dana kasnije.
Premda je općinski savjet obnovljen 1834., većinu 19. i 20. stoljeća, Pariz, zajedno s većim departmanom Seine, kojemu je tada centar, bio je pod direktnom kontrolom državnog prefekta Seine, nadležnog za generalne poslove; Državni prefekt policije bio je nadležan za policiju u istoj jurisdikciji. Osim u nekoliko kratkih slučajeva, grad nije imao gradonačelnika do 1977., te je pariška policijska prefektura i danas pod državnom kontrolom.
Unatoč svojoj dvojnoj egzistenciji kao općina i departman, Pariz ima jedinstveni savjet koji upravlja s oba subjekta; Savjet Pariza, kojemu predsjeda gradonačelnik Pariza, zasjeda i kao općinski savjet (conseil municipal) ili kao savjet departmana (conseil général) ovisno o predmetu rasprave.
Pariška suvremena administrativna organizacija još uvijek sadrži tragove jurisdikcije bivšeg departmana Seine. Prefektura policije (koja također upravlja i vatrogasnim brigadama), na primjer ima još uvijek nadležnost na petite couronne, susjedna tri departmana za neka djelovanja kao protupožarna zaštita ili spašavanja, i još je pod upravom francuske nacionalne vlade. Pariz nema općinske policijske snage, premda ima vlastitu brigadu prometnih nadzornika.

### Glavni grad regije Île-de-France
Kao dio općenacionalnih administrativnih nastojanja konsolidacije regionalnih ekonomija 1961., Pariz je kao departman postao glavni grad nove regije distrikta Pariza, preimenovanog u regiju Île-de-France 1976., koja obuhvaća pariški departman i sedam najbližih departmana. Članovi regionalnog savjeta, od 1986, biraju se na direktnim izborima. Prefekt pariškog departmana (koji je služio kao prefekt departmana Seine do 1968.) također je i prefekt regije Île-de-France, premda je ta funcija izgubila mnoge ovlasti stvaranjem ureda gradonačelnika Pariza 1977.

### Intercommunalité
Među nabrojenim promjenama, rijetka su uzimala u obzir Parišku stvarnost aglomeracije. Za razliku od većine francuskih većih urbanih područja kao Lille i Lyon, u Parizu nema međuopćinskog (intercommunal) entiteta u pariškom urbanom području, niti međuopćinskog savjeta koji bi riješavali probleme regijske guste gradske jezgre u cjelini; Pariško otuđenje od svojih predgrađa i danas je problem, te prema mnogima glavni razlog građanskih nemira, kao pobuna u predgrađima 2005. Direktna posljedica tih nesretnih događaja prijedlozi su za efikasniju metropolitansku strukturu koja bi pokrila Pariz i neka od predgrađa, od socijalističke ideje o labavoj "metropolitanskoj konferenciji" (conférence métropolitaine) do desničarske ideje o više integriranom "Velikom Parizu" (Grand Paris).

### Zdravstvo
Zdravstvenu njegu i interventnu zdravstvenu pomoć u Parizu i predgrađima pruža Assistance publique - Hôpitaux de Paris (AP-HP), javni bolnički sistem koji zapošljava više od 90 000 ljudi (zdravstveno osoblje i administracija) u 44 bolnice. To je najveći bolnički sustav u Europi.
Među 44 bolnice kojima upravlja AP-HP, najznačajnije su:
- Hôtel-Dieu, osnovana 651, najstarija bolnica u Parizu,
- Hôpital de la Pitié-Salpetriere, najveća pariška i europska bolnica,
- Hôpital Necker - Enfants malades, najstarija pedijatriska bolnica na svijetu,
- Hôpital Européen Georges-Pompidou, posljednja bolnica izgrađena u Parizu,
- CHU Kremlin-Bicetre,
- Hôpital Paul-Brousse,
- Hôpital Tenon,
- Hôpital Saint-Louis,
- Hôpital Saint-Antoine,

Čuvena vojna bolnica Val-de-Grâce nije dio AP-HP sustava.

### Gradski prijevoz
Pariški prometni sistem izgrađivan je kroz stoljeća te se i danas obnavlja i nadopunjuje. Syndicat des transports d'Île-de-France, (udruženje transporta regije Île-de-France) bivši Syndicat des transports parisiens (STP), nadgleda tranzitnu mrežu u regiji.
Članovi su udruženja regija Ile-de-France i osam departmana regije. Udruženje koordinira javni prevoz i ugovara ih prevoznim poduzećima RATP (koje djeluje s 654 autobusnih linija, pariškim metroom, tri tramvajske linije, i dijelovima Regionalne ekspresne željezničke mreže - RER), SNCF (prigradske željeznice, tramvajska linija i druge sekcije RER-a), i Optile, konzorcij privatnih operatera koji upravlja s 1070 manjih autobusnih linija.
Metro je najznačajniji pariški prevozni sistem. Sustav, s 300 stanica (384 zaustavljanja) povezanih s 214 km tračnica sadrži 16 linija, označenih brojevima od 1 do 14, s dvije manje linije 3bis i 7bis, tako nazvanih jer su izvorno bile odvojci svojih originalnih linija. Listopada 1998, otvorena je nova linija 14, nakon 70-godišnje pauze u otvaranju potpuno novih linija metroa. Radi kratkih distanci među stanicama u mreži metroa, linije su prespore da bi mogle biti produžene dalje u predgrađa, kao i u slučaju mnogih drugih gradova. U skladu s time, dodatna željeznička mreža RER, otvarana je od 1960-ih radi povezivanja udaljenijih zona urbanog područja, koja se sastoji u integraciji suvremenog metroa u središtu grada i ranije postojećih prigradskih željeznica. U današnje vrijeme, mreža RER sadrži pet linija, 257 stanica i 587 km tračnica.
Dodatno, Pariz ima i četiri tramvajske linije, s rutama Saint-Denis - Noisy-le-Sec za liniju T1, La Défense - Issy, za liniju T2, Pont de Garigliano - Porte d'Ivry za liniju T3 i Bondy - Aulnay-sous-Bois za liniju T4. Šest novih tramvajskih linija trenutno je u raznim fazama razvoja. Pariz također nudi bike sharing program nazvan Vélib, s više od 20 000 javnih bicikala raspoređenih na 1450 parkirnih stanica, koji mogu biti unajmljeni za kratke i srednje distance uključujući i jednosmjerne vožnje. Novi trajektni servis Voguéo, uveden je lipnja 2008. na rijekama Seini i Marni.
Pariz je središte nacionalne željezničke mreže. Šest većih željezničkih kolodvora, Gare du Nord, Gare Montparnasse, Gare de l'Est, Gare de Lyon, Gare d'Austerlitz, i Gare Saint-Lazare, povezani su na tri mreže: TGV za vlakove velikih brzina, Corail vlakove standarnih brzina i prigradske željeznice (Transilien).
Pariz opslužuju dva velika aerodroma: Paris-Orly južno od Pariza i Paris-Charles de Gaulle kraj Roissyja, jedan od najprometnijih na svijetu. Treći znatno manji aerodrom, Beauvais Tillé, lociran je u mjestu Beauvais, 70 km sjeverno od grada, koriste čarteri i niskotarifni avio prijevoznici. Četvrti, Le Bourget, danas se koristi samo za poslovne avione, zrakoplovne sajmove i zrakoplovno-svemirski muzej.
Grad je također i najznačajnije središte francuske mreže autocesta, te je opkoljen s tri kružne autoceste: Périphérique, koja prati približnu putanju fortifikacija Pariza iz 19. stoljeća, autocesta A86 u unutarnjim predgrađima i Francilienne u vanjskim predgrađima. Pariz 
ima opsežnu cestovnu mrežu s preko 2000 km autocesta. Cestovnim putem, do Bruxellesa se putuje tri sata, Frankfurta šest, i do Barcelone dvanaest sati. Vlakom, London je udaljen samo 2 sata i 15 minuta, Bruxelles 1 sat i 22 minute (do 25 polazaka dnevno), Amsterdam 4 sata i 13 minuta (do 8 polazaka dnevno), Köln 3 sata i 51 minuta (6 polazaka dnevno), i Marseille, Bordeaux, i drugi gradovi na jugu Francuske 3 sata.

### Vode i odvodni sustavi
U svojoj ranoj povijesti Pariz je za vodoopskrbu imao samo rijeke Seine i Bievre. Kasniji oblici navodnjavanja bili su rimski akvedukt iz 1. stoljeća iz Wissousa (kasnije napušten); izvori s desne obale od kasnog 11. stoljeća; od 15. stoljeća, akvedukt izgrađen približnom putanjom napuštenog rimskog akvedukta; i od 1809. kanal l'Ourcq, koji Pariz opskrbljuje vodom iz manje zagađenih rijeka sjeveroistočno od glavnog grada. Svoj prvi stalni i obilni izvor vode, Pariz je dobio tek kasnog 19. stoljeća: od 1857, civilni inženjer Eugene Belgrand, pod prefektom Napoleona III baronom Haussmannom, nadgledao je izgradnju niza novih akvedukata koji su doveli vodu iz izvora s lokacija posvuda oko grada u nekoliko rezervoara izgrađenih na najvišim elevacijama grada, Od tada, novi sustav rezervoara postao je glavni izvor pitke vode u Parizu, dok se ostaci starog sustava, crpljeni iz nižih nivoa istih rezervoara, koriste za čišćenje ulica.
Pariz ima oko 2400 km podzemnih prolaza namijenjenih odvodu otpadnih voda. Većina ih datira s kraja 19. stoljeća, kao posljedica kombiniranih planova prefekta Haussmanna i inženjera Belgranda na poboljšanju tada vrlo nezdravih uvjeta u gradu. Stalno održavani od same izgradnje, samo manji postotak mreže pariških kanala zahtijevao je potpunu obnovu. Cijelom mrežom kanala i kolektora od kraja 20. stoljeća upravlja kompjutorizirani sustav, poznat po akronimu "G.A.AS.PAR", koji kontrolira svu vodenu distribuciju u Parizu, te čak i protok rijeke Seine kroz glavni grad.

### Međunarodni odnosi
Pariz ima jedan bratimljeni grad i brojne gradove partnere.

#### Bratimljeni grad
- Rim, Italija, od 1956. (Seule Paris est digne de Rome; seule Rome est digne de Paris / Solo Parigi e degna di Roma; Solo Roma e degna di Parigi / "Samo Pariz je dostojan Rima; Samo je Rim dostojan Pariza").[57]

#### Gradovi partneri
| - Alžir, Alžir, od 2003. - Amman, Jordan, od 1987. - Atena, Grčka, od 2000. - Peking, Kina, od 1997. - Beirut, Libanon, od 1992. - Berlin, Njemačka, od 1987. - Buenos Aires, Argentina, od 1999. - Kairo, Egipat, od 1985. - Casablanca, Maroko, od 2004. - Chicago, SAD, od 1996. - Kopenhagen, Danska, od 2005. - Ženeva, Švicarska, od 2002. - Jakarta, Indonezija, od 1995. - Kyoto, Japan, od 1958. - Lisabon, Portugal, od 1998. - London, Ujedinjeno Kraljevstvo, od 2001. - Madrid, Španjolska, od 2000. - Mexico City, Meksiko, od 1999. - Montreal, Kanada, od 2006. - Moskva, Rusija, od 1992. | - Porto Alegre, Brazil, od 2001. - Prag, Češka, od 1997. - Québec City, Kanada, od 2003. - Rabat, Maroko, od 2004. - Rijad, Saudijska Arabija, od 1997. - Sankt Peterburg, Rusija, od 1997. - Sana, Jemen, od 1987. - San Francisco, SAD, od 1996. - Santiago de Chile, Čile, od 1997. - São Paulo, Brazil, od 2004. - Seul, Južna Koreja, od 1991. - Sofija, Bugarska, od 1998. - Sydney, Australija, od 1998. - Tbilisi, Gruzija, od 1997. - Tirana, Albanija. - Tokio, Japan, od 1982. - Tunis, Tunis, od 2004. - Varšava, Poljska, od 1999. - Washington, D.C., SAD, od 2000. - Erevan, Armenija, od 1998. |

## Gospodarstvo
S BDP-om od 533.6 milijardi eura 2007., pariška regija ima jedan od najviših BDP-a u Europi, kao glavni pokretač globalne ekonomije: Kada bi se radilo o zasebnoj državi, bila bi to sedamnaesta najveća ekonomija na svijetu, velika skoro kao i nizozemska. Pariška regija glavno je francusko središte ekonomske aktivnosti. Dok je stanovništvo regije 18.8% ukupne populacije kontinentalne Francuske, BDP je 28.7%. Aktivnost u pariškoj urbanoj zoni, premda raznolika, nema vodeću specijaliziranu industriju (kao Los Angeles u industriji zabave ili London i New York u financijama). U novije vrijeme, pariška ekonomija prebacuje se na usluge visoke dodane vrijednosti (financije, informatičke tehnologije, itd.) i visokotehnološku proizvodnju (elektronika, optika, zrakoplovno-svemirska industrija, itd.).
Najintenzivnija ekonomska djelatnost pariške regije kroz središnji departman Hauts-de-Seine i prigradsku poslovnu četvrt La Défense postavlja ekonomsko središte Pariza na zapad grada, u trokut između Opéra Garnier, La Défense, i Val de Seine. Pariške admistrativne granice nemaju mnogo utjecaja na limite ekonomske aktivnosti. Iako većina zaposlenih putuje na posao iz prigrada u centar, mnogi putuju iz centa u predgrađa. Premda je ekonomija Pariza uglavnom u uslugama, ostaje važno proizvodno uporište u Europi, posebno u sektorima industrije automobila, zrakoplovstva i elektronike.
Popis 1999., pokazao je da od 5 089 170 zaposlenih u pariškoj gradskoj zoni, 16,5% radilo je u poslovnim uslugama, 13,0% u trgovini, 12,3% u proizvodnji, 10,0% u javnoj upravi i vojnoj industriji, 8,7% u zdravstvu, 8,2% u transportu i komunikacijama, 6,6% u obrazovanju i preostalih 24,7% u mnogim drugim ekonomskim sektorima. U proizvodnji, najviše zaposlenih je bilo u elektroničkoj i elektrotehničkoj industriji (17,9% od ukupne radne snage 1999.) i izdavaštvu i tiskarskoj industriji (14,0% od ukupne radne snage), s preostalih 68,1% radne snage raspoređenih kroz mnoge druge industrije. Turizam i odgovarajuće turističke usluge zapošljavaju 6,2% pariške radne snage i 3,6% svih zaposlenih u pariškoj regiji.

### Turizam
Pariz je od 11. stoljeća popularna destinacija za trgovce, studente i religiozna hodočašća, ali "turistička industrija" na velikoj skali započela je tek pojavljivanjem željeznice u 19. stoljeću, tj. državnom organizacijom francuske željezničke mreže od 1848. s Parizom kao središtem. Među prvim pariškim atrakcijama za široke mase bile su već spomenute svjetske izložbe, za koje su izgrađeni mnogi pariški spomenici, posebno Eiffelov toranj 1889., koji su zajedno s uljepšanjima iz doba drugog carstva, grad uvelike učinili atrakcijom kakva je poznata danas.
Turizam je motivirao grad i nacionalnu vladu da kreiraju nove znamenitosti. Najcjenjeniji gradski muzej Louvre, posjećuje 
preko 8 milijuna ljudi godišnje, što ga čini najposjećenijim svjetskim umjetničkim muzejem. Još jedna od glavnih atrakcija gradske su crkve: Notre-Dame i Bazilika Sacré-Coeur svake godine primaju 12 i 8 milijuna posjetitelja. Eiffelov toranj, najpoznatiju parišku znamenitost, posjećuje prosječno 6 milijuna ljudi godišnje, i do danas posjetilo ga je ukupno 200 milijuna ljudi. Disneyland Resort Paris velika je turistička atrakcija ne samo za posjetitelje Pariza već i za posjetitelje Europe, s 14 milijuna posjeta 2007. godine.
Louvre, jedan je od najvećih i najpoznatijih muzeja, s mnogim umjetničkim djelima, uključujući Mona Lisu i Milosku Veneru. Djela Pabla Picassa i Augustea Rodina mogu se naći u Musée Picasso i Musée Rodin, dok je umjetnička zajednica Montparnassea zabilježena u Musée du Montparnasse. Vrlo uočljiv sa svojom vanjštinom dovodnih cijevi, Centar Georges Pompidou, poznat i kao Beaubourg, sjedište je Nacionalnog muzeja suvremene umjetnosti. Eksponati iz srednjeg vijeka i doba impresionizma čuvaju se u Musée Cluny, s cijenjenom kružnom tapiserijom Dama i jednorog i Musée d'Orsay. Musée des Arts et Métiers, osnovan 1794. godine, posvećen je znanosti i tehnologiji. Najnoviji (i treći najveći) muzej u Parizu je Musée du quai Branly, otvoren lipnja 2006., s kolekcijom umjetnosti Afrike, Azije i Oceanije.
Mnoge, nekad popularne pariške lokalne ustanove, morale su se brinuti o ukusima i očekivanjima turista. Le Lido, i kabare-plesna dvorana Moulin Rouge npr., večernje su kazališne predstave, prikaz nekadašnjeg plesa ali samo jedan od aspekata bivše atmosfere u kabareu. Sve ustanove bivših društvenih i kulturnih elemenata, kao plesne dvorane i vrtovi, danas više ne postoje. Mnogi pariški hoteli, restorani i noćni život postali su teški ovisnici o turizmu.

## Kultura

### Arhitektura
Većina suvremenog Pariza posljedica je velikih gradskih preinaka sredinom devetnaestog stoljeća.
Stoljećima, grad je bio labirint uskih ulica i poludrvenih kuća, ali počevši od 1852. urbanizacijski program Barona Haussmanna uključivao je rušenje cijelih četvrti radi stvaranja prostora za široke avenije obrubljene neoklasičnim kamenim zgradama buržoaskog ranga. Kodeks izgradnje nije se od tada mnogo promijenio, te se planovi drugog carstva uglavnom primjenjuju i danas. Propis o "svrstavanju", koji regulira fasade novogradnja u skladu s preodređenom širinom ulice, još je na snazi. Visina zgrade ograničena je u skladu sa širinom ulice, te je teško dobiti odobrenje za izgradnju viših zgrada.
Mnoge važne pariške institucije, smještene su izvan limita grada. Financijsko-poslovna četvrt (La Défense), glavna tržnica na veliko (Rungis), škole (École polytechnique, HEC, ESSEC, INSEAD), istraživački laboratoriji (u Saclayu ili Évryju), najveći stadion (Stade de France), i vladini uredi (ministarstvo prometa).

### Obale rijeke Seine
Obale Seine u Parizu, točnije između mostova Pont de Sully i Pont d’Iéna i njihova okolica, su zaštićena UNESCOva svjetska baština.
Od Louvrea do Eiffelovog tornja, od Place de la Concorde do Grand i Petit Palais, evolucija Pariza i njezine povijesti može se vidjeti uz rijeku Seine. Katedrala Notre-Dame u Parizu i Sainte Chapelle, arhitektonska su remek-djela gotike, dok su Haussmannovi široki trgovi i bulevari utjecali na razvoj svjetskog urbanizma od kasnog 19. stoljeća.

### Četvrti i povijesna središta

#### Grad Pariz
- Place de la Bastille (Trg Bastille 4, 11, i 12. arondisman, desna obala) je četvrt velikog povijesnog značaja, ne samo za Pariz već i za cijelu Francusku. Radi svoje simbolične vrijednosti, trg je često bio mjesto političkih demonstracija, među kojima i protesti u vezi prvog radnog ugovora 2006.
- Champs-Élysées (Elizejska polja, 8. arondisman, desna obala) je bivše šetalište u parku iz 17. stoljeća, kasnije adaptirano u aveniju, koje spaja trg Concorde i Slavoluk pobjede. Jedna od mnogih turističkih atrakcija i najveća trgovačka ulica u Parizu.

- Place de la Concorde (Trg sloge, 8. arondisman, desna obala) je trg na početku Elizejskih polja, izgrađen kao "Trg Luja XV", gdje je bila locirana zloglasna giljotina za vrijeme francuske revolucije. Egipatski obelisk je "najstariji pariški spomenik". Na ovom trgu, s obje strane Rue Royale, nalaze se dvije identične kamene zgrade: istočna je sjedište francuskog ministarstva ratne mornarice, a zapadna luksuzni Hôtel de Crillon. Obližnji trg Place Vendôme čuven je po svojim mondenim raskošnim hotelima (Hôtel Ritz i Hôtel de Vendôme) i draguljarima. Mnogi slavni modni dizajneri svoje salone imaju na trgu.
- Les Halles (1. arondisman, desna obala) je bivša središnja tržnica, i od kasnih 1970-ih veliki trgovački centar i važna spojna metro stanica (Châtelet-Les Halles, najveća u Europi). Bivši Les Halles porušen je 1971. i zamijenjen s Forum des Halles. Centralna pariška tržnica, najveća tržnica hrane na veliko u svijetu, preseljena je u Rungis, u južnim predgrađima.
- Le Marais (3. i 4. arondisman, desna obala) mondena je četvrt i kulturološki vrlo otvoreno mjesto.
- Avenue Montaigne (8. arondisman) sjedište je luksuznih modnih marki kao Chanel, Louis Vuitton (LVMH), Dior i Givenchy.
- Montmartre (18. arondisman, desna obala) je povijesno područje na brdu, lokacija bazilike Sacré-Cour. Montmarte je uvijek bio povezan s umjetnošću te mnogi umjetnici imaju svoje atelijere u tom kvartu.
- Montparnasse (14. arondisman, lijeva obala), povijesna zona poznata po umjetničkim atelijerima, koncertnim dvoranama, i kafeima. Ističu se također i velika metro stanica Montparnasse - Bienvenüe i neboder Montparnasse.
- Avenue de l'Opéra (9. arondisman, desna obala) je zona oko Opere Garnier (također "Pariška Opera") i lokacija najgušće koncentracije ureda i robnih kuća, među kojima su najpoznatije Printemps i Galeries Lafayette, kao i sjedište financijskih divova Crédit Lyonnais i American Express.
- Quartier Latin (Latinska četvrt, 5. i 6. arondisman, lijeva obala) je obrazovno središte koje se nekad protezalo između Place Maubert i kampusa Sorbonne. Poznat je po svojoj živopisnoj atmosferi i mnogo bistroa. Brojni instituti visokog obrazovanja, kao École Normale Supérieure, ParisTech, i Jussieu Campus, čine ga glavnim obrazovnim središtem Pariza.
- Faubourg Saint-Honoré (8. arrondisman, desna obala) jedna je od pariških četvrti visoke mode, s modnim markama kao Hérmes i Christian Lacroix.

#### U zoni Pariza
- La Défense (kroz općine Courbevoie, Puteaux, i Nanterre 2,5 km zapadno od užeg područja grada) jedno je od najznačajnijih predgrađa Pariza i jedno od najvećih poslovnih središta na svijetu. Izgrađeno na zapadnom kraju produženja pariške povijesne arterije Elizejskih polja, La Défense sastoji se većinom od poslovnih nebodera. Započeta od francuske vlade 1958., četvrt sadrži 3 500 000 m² ureda, što je čini najvećom četvrti u Europi razvijenom isključivo za poslovne aktivnosti. Grande Arche (veliki luk), koji je djelom sjedište francuskog ministra transporta, zaokružuje središnji trg oko kojeg je uređena četvrt. Val de Seine
- Plaine Saint-Denis (kroz općine Saint-Denis, Aubervilliers, i Saint-Ouen, neposredno sjeverno od 18. arondismana) je bivša napuštena proizvodna zona koja je prošla veliko urbano obnavljanje u posljednjih 10 godina. Danas sadrži Stade de France, oko kojeg je izgrađena nova poslovna četvrt LandyFrance, s dvije RER (Réseau Express Régional) stanice, i mogućim neboderima. Na platou Saint-Denis također je locirana većina francuskih televizijskih, kao i neki od većih filmskih studija.
- Val de Seine (kroz 15. arondisman i općine Issy-les-Moulineaux i Boulogne-Billancourt, jugozapadno od središnjeg Pariza) je novi medijski centar Pariza i Francuske, sa sjedištima većine francuskih tv mreža (TF1 u Boulogne-Billancourt, France 2 u 15. arondismanu, Canal+ i međunarodni kanali France 24 i Eurosport u Issy-les-Moulineaux), kao i nekoliko telekomunikacijskih i informatičkih kompanija kao Neuf Cegetel u Boulogne-Billancourt ili Microsoftov ured za Europu, Afriku i Srednji istok u Issy-les-Moulineaux.

### Spomenici i znamenitosti
Tri najpoznatije pariške znamenitosti su katedrala iz 12. stoljeća Notre-Dame na otoku Île de la Cité, Napoleonski Slavoluk pobjede i Eiffelov toranj iz 19. stoljeća. Eiffelov toranj bio je "privremena" konstrukcija Gustavea Eiffela za svjetsku izložbu 1889., ali toranj nikada nije demontiran te je i danas trajni simbol Pariza. "Povijesna osovina" (Axe historique) niz je spomenika, zgrada i prolaza u skoro ravnoj liniji od centra grada prema zapadu: Niz spomenika započinje s Louvreom i nastavlja se kroz park Tuileries, Elizejska polja i Slavoluk pobjede na trgu Place de l'Étoile. Od 1960-ih, niz je produžen dalje na zapad do poslovne četvrti La Défense kojom dominira pravokutni Grande Arche; ta četvrt sadrži većinu najviših zgrada u pariškoj urbanoj zoni. Muzej Invalides mjesto je pokapanja mnogih francuskih vojskovođa, uključujući Napoleona, dok su u Panteonu pokopane mnoge francuske istaknute ličnosti. Bivši zatvor Conciergerie, u doba francuske revolucije bio je mjesto zatočeništva mnogih istaknutih članova starog režima. Simbol revolucije također su dvije replike Kipa slobode locirane na Île des Cygnes na Seini i u parku Luxembourg. Palača Garnier, izgrađena u kasnom razdoblju drugog carstva, sjedište je Pariške opere i baleta, dok je bivša palača Louvre danas jedan od najrenomiranijih muzeja na svijetu. Sorbonne je najpoznatiji dio pariškog sveučilišta, baziranog u središtu latinske četvrti. Osim katedrale Notre Dame, drugi značajni crkveni objekti su Sainte-Chapelle iz 13. stoljeća i Église de la Madeleine.

### Parkovi i vrtovi
Dva od najstarijih i najpoznatijih pariških parkova su Tuileries, kreiran u 16. stoljeću za palaču kraj Louvrea, i park Luxembourg na lijevoj obali Seine, još jedan bivši privatni vrt koji je pripadao dvorcu izgrađenom za Mariju de' Medici 1612. Jardin des Plantes, kreiran za liječnika Luja XIII Guya de La Brossea, kao uzgajalište ljekovitog bilja, bio je prvi pariški javni park.
Nekoliko ostalih velikih parkova kreacije su drugog carstva: bivši parkovi u predgrađima Montsouris, Parc des Buttes Chaumont, i Parc Monceau, kreacije su inženjera 
Napoleona III, Jeana-Charlesa Alphanda. Još jedan projekt kojeg je ostvario Baron Haussmann bilo je uređivanje pariške zapadne Bulonjske šume, dok je Bois de Vincennes, na istočnom kraju grada, slično uređena idućih godina.
Nova ostvarenja među gradskim su parkovima Parc de la Villette, kojeg je izgradio arhitekt Bernard Tschumi na lokaciji bivše klaonice, Parc André Citroën, i vrtovi posađeni na periferiji duž bivše kružne željeznice "Petite Ceinture" (Promenade Plantée).

### Glazba
Nekoliko godišnjih festivala održavaju se u Parizu, među kojima i Rock en Seine.

### Opera i kazalište
Najveće pariške operne kuće su Opéra Garnier iz 19, stoljeća (povijesna pariška opera), koja teži klasičnom repertoaru i suvremena Opéra Bastille, s miješanim moderno-klasičnim programom. Sredinom 19. stoljeća, bile su aktivne još dvije operne kuće: Opéra-Comique (koja postoji i danas) i Théâtre Lyrique (koja je u moderno doba promijenila profil i naziv u Théâtre de la Ville).
Kazalište tradicionalno zauzima istaknuto mjesto u pariškoj kulturi, što se nastavlja i danas. Mnogi najpoznatiji kazališni glumci također su zvijezde francuske televizije i filma. Neka od najvećih pariških kazališta također su i Bobino, Théâtre Mogador, i Théâtre de la Gaîté-Montparnasse. Neki od pariških teatara koriste se i kao koncertne dvorane. Mnoga od najvećih imena francuske glazbe, kao Edith Piaf, Maurice Chevalier, Georges Brassens, i Charles Aznavour, proslavili su se u čuvenim pariškim koncertnim dvoranama: Le Lido, Bobino, Olympia, la Cigale, i le Splendid.
Élysées-Montmartre, znatno smanjen u odnosu na svoju izvornu veličinu, danas je koncertna dvorana. New Morning jedan je od još nekoliko pariških klubova gdje se održavaju jazz koncerti, ali i "indie" glazbe. U novija vremena, dvorana Le Zénith u četvrti La Villette i Palais Omnisports de Paris-Bercy koriste se za velike rock koncerte.

### Filmska umjetnost
Parižani teže dijeliti iste trendove odlaska u kinematografe kao i mnogi globalni gradovi, u skladu s dominacijom hollywoodske filmske industrije. Francuska kinematografija na drugom je mjestu i blisko prati hollywoodsku, s najznačajnijm redateljima kao Claude Lelouch, François Truffaut, Jean-Luc Godard, Claude Chabrol, i Luc Besson, i redateljma slapstick/popularnog žanra kojeg je redatelj Claude Zidi dobar primjer. Europski i azijski filmovi također su široko prikazivani i cijenjeni. Posebnost Pariza vrlo je široka mreža malih kino dvorana: pojedinih tjedana, gledatelj ima izbor između 300 starih i novih filmova iz cijelog svijeta.
Mnoge pariške koncertno/plesne dvorane preuređene su u kinematografe kada je filmska umjetnost postala popularna od 1930-ih nadalje. Kasnije, mnogi veliki kinematografi podijeljeni su na višestruke, manje dvorane. Najveće pariško kino danas je le Grand Rex s 2800 sjedala, dok sva ostala kina imaju manje od 1000 sjedećih mjesta. Danas je trend ka modernim multipleksima s više od 10 ili 20 dvorana.

### Obrazovanje
U ranom 9. stoljeću, car Karlo Veliki naložio je svim crkvama da daju poduke u čitanju, pisanju i baznoj aritmetici svojim župama, i katedralama da udjeljuju više obrazovanje u razvijenijim vještinama jezika, fizike, glazbe i teologije; u to doba, Pariz već je bio jedan od glavnih biskupskih gradova, te se započinjao uzdizati kao školsko središte. Do ranog 13. stoljeća, škola katedrale Notre-Dame imala je mnoge čuvene učitelje, ali kontroverzna učenja nekih od njih dovela su do stvaranja odvojenog sveučilišta Sainte-Genevieve na lijevoj obali, koji je postao središte pariške školske latinske četvrti, napoznatije po sveučilištu Sorbonne.
Dvanaest stoljeća kasnije, obrazovanje u pariškoj regiji (regija Île-de-France) zapošljava približno 330 000 ljudi, od kojih su 170 000 profesori i učitelji za približno 2,9 milijuna učenika i studenata u 9000 osnovnih, srednjih, viših škola i obrazovnih ustanova.

### Osnovno i srednje obrazovanje
U Parizu se nalaze neke od najprestižnijih francuskih visokih (srednjih) škola, kao Lycée Louis-le-Grand i Lycée Henri-IV, Ostale visoke škole međunarodnog renomea u Parizu uključuju Lycée International de Saint Germain-en-Laye i École Active Bilingue Jeannine Manuel.

### Više obrazovanje
Do akademske godine 2004. – 2005. 17 javnih sveučilišta u pariškoj regiji, s 359 749 prijavljenih studenata, najveća su koncentracija studenata u Europi. Prestižne grandes écoles pariške regije i mnoštvo privatnih i javnih škola, neovisnih o sveučilištima, imaju dodatnih 240 778 prijavljenih studenata, koji zajedno sa sveučilišnom populacijom, čine ukupno 600 527 studenata te godine.

### Sveučilišta
Katedrala Notre-Dame bila je prvi centar višeg obrazovanja prije osnivanja pariškog sveučilišta. Kralj Filip II sveučilišta je godine 1200. ovlastio kao društva koja su svojim učiteljima i studentima dozvoljavala samostalno djelovanje neovisno o kruni i porezima. U to doba, mnoga predavanja održavana su na otvorenom. Studenti i učitelji izvan Pariza, odsjedali bi u hostelima, ili u koledžima, stvorenim za boursiers došle izdaleka. Čuven već u 13. stoljeću, pariško sveučilište imao je studente iz cijele Europe. Pariški skolastički centar na lijevoj obali, nazivan "Latinska četvrt" jer su učenja tada održavana na latinskom, reorganizirat će se oko koledža kojeg je 1257. osnovao Robert de Sorbon, College de Sorbonne. Pariško je sveučilište u 19. stoljeću imalo šest fakulteta: pravo, znanost, medicinu, farmaceutiku, književnost i teologiju. Nakon studentskih nemira 1968., provedena je opsežna reforma pariškog svečilišta, u nastojanju da se rasprši centralizirana studentska masa. Iduće godine, bivše jedinstveno pariško sveučilište podijeljen je na 13 autonomnih sveučilišta (od "Paris I" do "Paris XIII") lociranih po cijelom gradu i predgrađima. Svaki od tih sveučilišta naslijedio je samo neke od odjela starog sveučilišta, te nisu opća sveučilišta. Paris I, II, V, i X, naslijedili su pravo, Paris V medicinu, Paris VI i VII znanstvene odjele, itd.
1991. osnovana su u predgrađima Pariza još četiri sveučilišta, što je dovelo ukupan broj javnih sveučilišta u regiji Île-de-France na sedamnaest. Nova sveučilišta nazvani su po predgrađima u kojima su smješteni: Cergy-Pontoise, Évry Val d'Essonne, Marne la Vallée i Versailles Saint-Quentin-en-Yvelines. Drugi instituti uključuju Američko sveučilište u Parizu, Američku poslovnu školu i Institut londonskog sveučilišta u Parizu (ULIP), koji nudi neakademske i postdiplomske studije priznate od Londonskog sveučilišta.

### Grandes écoles
Pariška regija domaćin je najvećoj francuskoj koncentraciji prestižnih grandes écoles, specijaliziranih centara višeg obrazovanja izvan struktura javnih sveučilišta. Većina grandes écoles preseljene su u predgrađa Pariza 1960-ih i 1970-ih, u nove kampuse, mnogo veće od onih u najgušće naseljenim dijelovima Pariza, iako je École Normale Supérieure ostala na rue d'Ulm u 5. arondismanu. Pariško područje ima veliki broj tehničkih škola, predvođenih prestižnim Pariškim tehnološkim institutom (ParisTech), koji sadrži nekoliko koledža kao 
École Polytechnique, École des Mines, Télécom Paris, Arts et Métiers, i École des Ponts et Chaussées. Postoje također i mnoge poslovne škole, uključujući HEC, ESSEC, INSEAD, i ESCP Europe Europska škola menadžmenta. Iako je elitna upravna škola ENA preseljena u Strasbourg, škola političkih znanosti Sciences-Po još se nalazi u Parizu na lijevoj obali u 7. arondismanu.
Sustav grandes écoles podržava broj pripremnih škola koje nude kurseve od dvije ili tri godine nazvane Classes Préparatoires, također poznate kao classes prépas ili prépas. Takvi kursevi omogućavaju pristup u grandes écoles. Mnogi od najboljih prépas smješteni su u Parizu, uključujući Lycée Louis-le-Grand, Lycée Henri-IV, Lycée Saint-Louis, Lycée Janson de Sailly, i Lycée Stanislas. Još dva vrhunska prépas (Lycée Hoche i Lycée Privé Sainte-Genevieve) nalaze su u Versaillesu, kraj Pariza. Izbor studenata bazira se na ocjenama i primjedbama učitelja. Prépas privlače mnoge među najboljim studentima u Francuskoj i poznati su kao vrlo zahtjevni po obimu rada i psihološkom naporu.

### Knjižnice
Francuska nacionalna knjižnica (Bibliotheque nationale de France, BnF) upravlja knjižnicama u Parizu među kojima i knjižnice François-Mitterrand, Richelieu, Louvois, Opéra, i Arsenal.
Američka knjižnica u Parizu otvorena je 1920., kao dio privatne neprofitne organizacije. Suvremena knjižnica vuče porijeklo od knjiga slanih od Američkog udruženja knjižnica američkim vojnicima u Francuskoj.

### Sport
Najpopularniji pariški sportski su klubovi rukometni klub Paris Handball, nogometni klub Paris Saint-Germain FC, košarkaški tim Paris Basket Racing, i rugby union klub Stade Français. Stade de France, kapaciteta 80 000 mjesta, izgrađen za Svjetsko prvenstvo 1998. lociran je u Saint-Denisu. Koristi se za nogomet, rugby union i atletiku. Također, svake se godine održavaju domaće utakmice francuske rugby reprezentacije u Prvenstvu šest nacija, prijateljske ili važnije kvalifikacijske utakmice francuske nogometne reprezentacije, i nekoliko važnijih mečeva rugby tima Stade Français.
Osim Paris Saint-Germaina, grad ima nekoliko amaterskih nogometnih klubova: Paris FC, Red Star, RCF Paris i Stade Français Paris. Posljednji je nogometni odjel istoimenog sportskog kluba, poznatijeg po rugby timu.
Glavni gradski rugby tim je Stade Français. Racing Métro 92 Paris (koji sada igra u Rugby Pro D2) drugi je rugby tim, koji je sudjelovao u prvom rugby finalu protiv Stade Français 1892. Pariz je također bio domaćin Olimpijskih igara 1900. i 1924., kao i jedna od lokacija svjetskih prvenstava u nogometu 1938. i 1998.
Premda startno mjesto čuvenog Tour de Francea varira svake godine, finalna etapa uvijek završava u Parizu, i od 1975., na Elizejskim poljima. Tenis je također popularan sport u Francuskoj. Otvoreno prvenstvo Francuske kao jedan od četiri Grand Slama u profesionalnom tenisu, svake se godine održava na zemljanim terenima nacionalnog teniskog centra Roland Garros, kraj Bulonjske šume. Finale UEFA Lige prvaka 2006. između Arsenala i Barcelone održano je na Stade de France, kao također i finale Svjetskog kupa u ragbiju 2007.

### Kuhinja
Kulinarska reputacija Pariza bazirana je na različitom porijeklu svojih stanovnika. U svojim počecima, mnogo je dugovala na organizaciji željezničkog sistema iz 19. stoljeća koji je Pariz činio žarišnom točkom imigracije iz mnogih francuskih regija i gastronomskih tradicija. Ta se reputacija nastavlja i do danas u kulturnoj raznolikosti koja se od tada proširila na svjetsku razinu zahvaljujući trajnoj reputaciji Pariške kulinarske finesse i daljnoj imigraciji iz sve udaljenijih krajeva.
Hoteli su još jedan od rezultata široko rasprostranjenih putovanja i turizma, posebno radi pariških svjetskih izložbi kasnog 19. stoljeća. Među najekskluzivnijima, Hôtel Ritz je otvoren 1898. na Place Vendôme, dok je Hôtel de Crillon 
svoja vrata na sjevernoj strani trga Concorde otvorio 1909.

## Vanjske poveznice
|  | Zajednički poslužitelj ima stranicu o temi Paris    |
|  | Zajednički poslužitelj ima još gradiva o temi Paris |
|  | Wječnik ima rječničku natuknicu Pariz               |

 Vodič: Paris na Wikivoyageu
- Službena stranica  Arhivirana inačica izvorne stranice od 16. svibnja 2005. (Wayback Machine)
- travel.wikia.com
- Znamenitosti Pariza
- earthinpictures.com/hr   Arhivirana inačica izvorne stranice od 8. siječnja 2008. (Wayback Machine)